# Chris Lindstrom
Chris Lindstrom (Dudley, 28 febbraio 1997) è un giocatore di football americano statunitense che milita nel ruolo di offensive guard per gli Atlanta Falcons della National Football League (NFL).

## Carriera universitaria
Lindstrom al'università giocò a football al Boston College dal 2015 al 2018. Con essi disputò come titolare 49 gare su 52.

## Carriera professionistica
Lindstrom fu scelto nel corso del primo giro (14º assoluto) del Draft NFL 2019 dagli Atlanta Falcons. Debuttò come professionista partendo come titolare nella gara del primo turno contro i Minnesota Vikings dove si ruppe un piede, venendo inserito in lista infortunati. Tornò attivo il 7 dicembre prima della settimana 14 e chiuse la sua stagione da rookie con 5 presenze, tutte come titolare.
Nel 2022 Lindstrom fu convocato per il suo primo Pro Bowl e inserito nel Second-team All-Pro.
Il 13 marzo 2023 Lindstrom firmó con i Falcons un rinnovo quinquennale del valore di 105 milioni di dollari. A fine stagione fu convocato per il suo secondo Pro Bowl e inserito nuovamente nel Second-team All-Pro.

## Palmarès
- Convocazioni al Pro Bowl: 3

2022, 2023, 2024
- Second-team All-Pro: 3

2022, 2023, 2024